# تشاه جعفر أحمدي (اسفندار)
تشاه جعفر أحمدي (بالإنجليزية: Chah-e Jafar Ahmadi)‏ هي منطقة سكنية تقع في إيران في يزد.